# Selim de Nauphal
 (octobre 2020).
Le baron Selim de Nauphal ou Irénée Gueorguievitch Nofal (en arabe : سليم دي نوفل (Salīm dī Nawfal) ; en russe : Ириней Георгиевич Нофаль), né en 1828 à Tripoli (aujourd'hui au Liban) et mort en 1902, fut le professeur succédant à Muhammad 'Ayyad al-Tantawi à l'Institut des langues orientales du ministère des Affaires étrangères de l'Empire de Russie. Il y enseigna l'arabe et le droit musulman.